# Văn hóa Hồi giáo
Văn hóa Hồi giáo (tiếng Anh: Islamic culture hay Muslim culture) đề cập đến các tập quán văn hóa lịch sử được phát triển giữa các dân tộc khác nhau sống trong thế giới Hồi giáo. Những thực hành này, mặc dù không phải lúc nào cũng mang tính chất tôn giáo, nhưng nhìn chung bị ảnh hưởng bởi các khía cạnh của Hồi giáo, đặc biệt do tôn giáo đóng vai trò là cầu nối hiệu quả cho sự hòa nhập của những người thuộc các nền tảng dân tộc/quốc gia khác nhau theo cách cho phép nền văn hóa của họ tiếp cận cùng nhau trên cơ sở bản sắc Hồi giáo chung. Các hình thức văn hóa Hồi giáo sớm nhất, từ Caliphate Rashidun đến Caliphate Umayyad và Abbasid Caliphate đầu tiên, chủ yếu dựa trên các thực hành văn hóa hiện có của người Ả Rập, Đông La Mã và Ba Tư. Tuy nhiên, khi các đế chế Hồi giáo mở rộng nhanh chóng, văn hóa Hồi giáo càng bị ảnh hưởng và đồng hóa nhiều hơn từ các nền văn hóa Iran, Caucasus, Thổ Nhĩ Kỳ, Ấn Độ, Malaysia, Somali, Berber và Indonesia.
Do nhiều yếu tố khác nhau nên có sự khác biệt trong việc áp dụng tín ngưỡng Hồi giáo ở các nền văn hóa và truyền thống khác nhau.